# VW EA390
Der VW EA390 (EA = Entwicklungsauftrag) ist eine Ottomotoren-Baureihe der Volkswagen AG mit sechs Zylindern. Der Winkel zwischen den Zylindern beträgt zwischen 10,6 und 15 Grad. Die Motorengeneration wurden ab 1999 in verschiedenen Fahrzeugen des Volkswagenkonzerns als V6 und nicht mehr als VR6 verwendet. Die Motoren wurden in den Modellen Vento, T4, Golf III, Golf IV, Bora, Golf V, VW Passat B6, VW Passat B7, Touareg I, Touareg II, T5, New Beetle, VW Sharan, Seat Alhambra, Ford Galaxy und dem Seat Leon Cupra verbaut, ebenso in verschiedenen Audi-Modellen darunter im A3 8P, TT 8N, TT 8J und Q7 4L sowie im Porsche Cayenne, Škoda Superb II, VW Eos, Artega GT als auch im Mercedes-Benz Vito (W638). Der 2,5-Liter-Motor wurde in den chinesischen Automodellen Audi Q6, VW Talagon und VW Teramont verwendet. Der 3,0-Liter-Motor wurde im chinesischen VW Passat (NMS) verwendet. Der Antrieb der Nockenwelle erfolgt über eine Steuerkette.

## Technische Daten
|                             | 3,2-Liter                                     | 2,8-Liter                     | 3,6-Liter                                     | 2,5-Liter                       | 3,0-Liter                       |
| --------------------------- | --------------------------------------------- | ----------------------------- | --------------------------------------------- | ------------------------------- | ------------------------------- |
| Motorkennbuchstaben         | BFH, BML, BDB, BHE, BMJ, BPF, BUB, BDL, BKK   | AQP, AUE, BDE                 | CDVA, BLV, BWS                                | DDKA, DPKA                      | CNGA                            |
| Bauzeit                     | 2002–2004                                     | 1999–2003                     | 2005–2023                                     | 2016–2024                       | 2011–2017                       |
| Bauart                      | VR6-Sechszylinder                             | VR6-Sechszylinder             | VR6-Sechszylinder                             | VR6-Sechszylinder               | VR6-Sechszylinder               |
| Aufladung                   | -                                             | -                             | -                                             | Abgasturbolader                 | -                               |
| Anzahl Ventile pro Zylinder | 4 Ventile                                     | 4 Ventile                     | 4 Ventile                                     | 4 Ventile                       | 4 Ventile                       |
| Bohrung × Hub               | 84,0 × 95,9 mm                                | 81 × 90,3 mm                  | 89,0 × 96,4 mm                                | 81,0 × 80,6 mm                  | 84 × 89,5 mm                    |
| Hubraum                     | 3189 cm³                                      | 2.792 cm³                     | 3597 cm³                                      | 2492 cm³                        | 2975 cm³                        |
| Verdichtung                 | 11,3:1                                        | 10,5:1                        | 12,1:1                                        | ?:1                             | ?:1                             |
| max. Leistung               | 162–184 kW (220–250 PS) bei 6,200–6,400 min−1 | 150 kW (204 PS)bei 6200 min−1 | 191–221 kW (260–300 PS) bei 6,000–6,600 min−1 | 220 KW (299 PS) bei 6,000 min−1 | 184 kW (250 PS) bei 6,400 min−1 |
| max. Drehmoment             | 305–320 Nm bei 2,500–3,200 min−1              | 270 Nm bei 3200 min−1         | 350–400 Nm bei 2,500–5,300 min−1              | 500 Nm bei 2,750–3,500 min−1    | 310 Nm bei 3,500 min−1          |
| Kühlung                     | Wasserkühlung                                 | Wasserkühlung                 | Wasserkühlung                                 | Wasserkühlung                   | Wasserkühlung                   |
| Zündfolge                   | 1–5–3–6–2–4                                   | 1–5–3–6–2–4                   | 1–5–3–6–2–4                                   | 1–5–3–6–2–4                     | 1–5–3–6–2–4                     |
| Motorölvolumen              | 5,5 L                                         | 5,5 L                         | 6,7 L                                         | ?                               | ?                               |